# 베네벤토도
베네벤토도(이탈리아어: Provincia di Benevento)은 이탈리아 캄파니아주의 도이다. 도청 소재지는 베네벤토이다. 면적은 2,071 km2, 인구는 295,455명(2005)이다.

## 경제

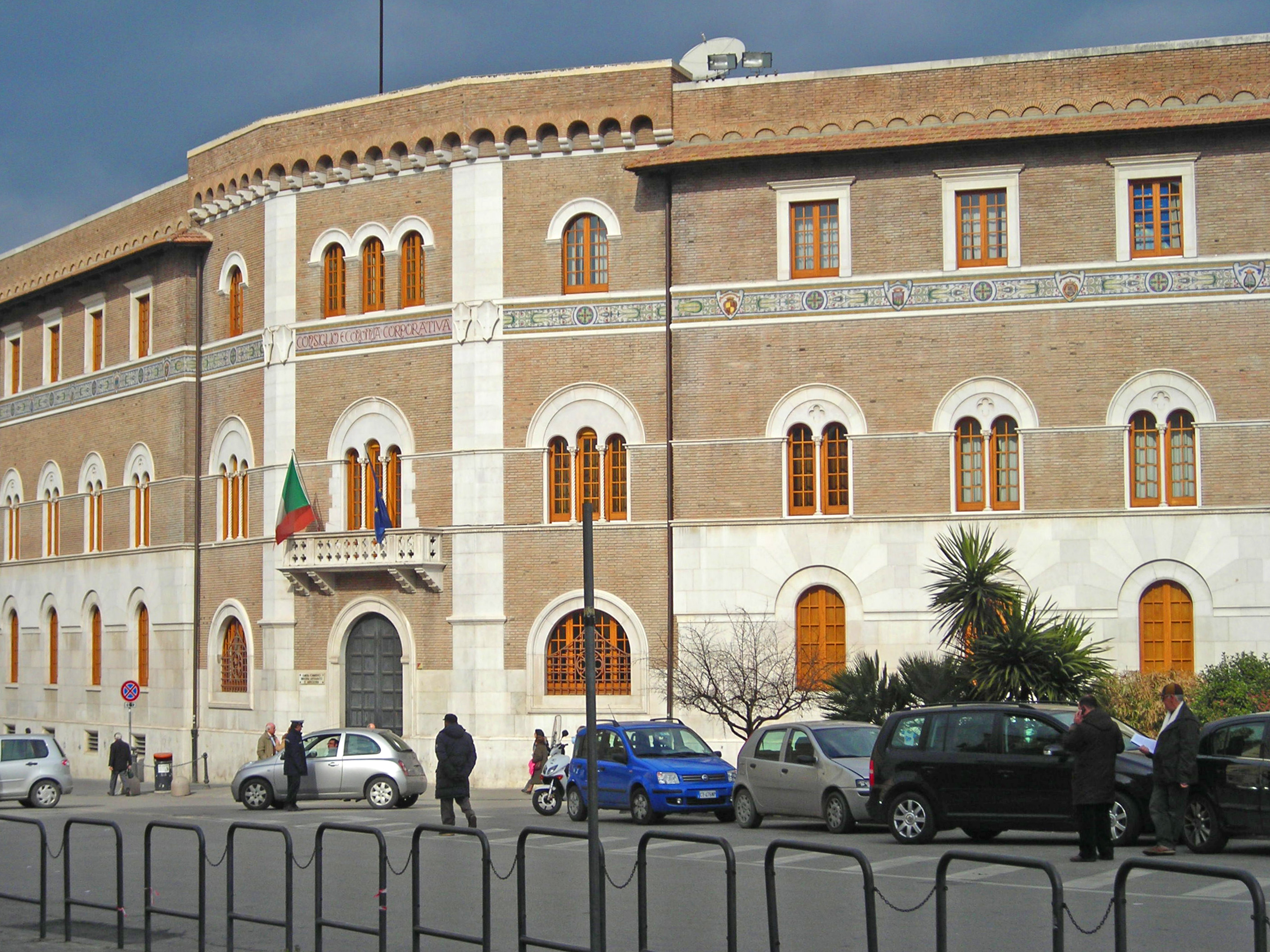
상공 회의소

1인당 GDP (국내 총생산): 15.882 €
전체 GDP : 4.577,9 백만 €
실업률: 10,8%
경제생산 참여인원: 93.025 명:
농업: 11,53%
산업: 21,50%
서비스업: 66,97%

## 코무네
베네벤토도는 78개의 코무네로 구성되어 있다.:
- 아이롤라
- 아모로시
- 아피체
- 아폴로사
- 아르파이아
- 아르파이세
- 바셀리체
- 베네벤토
- 보네아
- 부차노
- 부오날베르고
- 칼비
- 캄폴라타로
- 캄폴리델몬테타부르노
- 카살두니
- 카스텔프란코인미스카노
- 카스텔파가노
- 카스텔포토
- 카스텔베네레
- 카스텔베테레인발포르토레
- 카우타노
- 체팔로니
- 체레토산니타
- 치르첼로
- 콜레산니타
- 쿠사노무트리
- 두젠타
- 두라차노
- 파이키오
- 폴리아니세
- 포이아노디발포르토레
- 포르키아
- 프라녜토몬포르테
- 프라녜토이아베테
- 프라소텔레시노
- 지네스트라델리스키아보니
- 구아르디아산프라몬디
- 리마톨라
- 멜리차노
- 모이아노
- 몰리나라
- 몬테팔코네디발포르토레
- 몬테사르키오
- 모르코네
- 파둘리
- 파고베이아노
- 판나라노
- 파올리시
- 파우피시
- 페스코산니타
- 피에트라로자
- 피에트렐치나
- 폰테
- 폰텔란돌포
- 풀라아넬로
- 레이노
- 산바르톨로메오인갈도
- 산조르조라몰라라
- 산조르조델산니오
- 산레우치오델산니오
- 산로렌첼로
- 산로렌초마조레
- 산루포
- 산마르코데이카보티
- 산마르티노산니타
- 산나차로
- 산니콜라만프레디
- 산살바토레텔레시노
- 산타가타데고티
- 산탄젤로아쿠폴로
- 산타르칸젤로트리몬테
- 산타크로체델산니오
- 사시노로
- 솔로파카
- 텔레세테르메
- 토코카우디오
- 토레쿠소
- 비툴라노

## 거주 외국인
2010년 12월 13일 기준 베네벤토도에 거주하는 외국인들:
- 루마니아: 1971명
- 우크라이나: 1773명
- 러시아: 984명
- 중국: 509명
- 알바니아: 218명
- 폴란드: 160명
- 불가리아: 107명
- 모로코: 100명

출처 이탈리아 통계청 (2011-12-31)